# Francesco Perrone
Francesco Perrone (Cellino San Marco, 3 dicembre 1930 – Bari, 27 aprile 2020) è stato un mezzofondista e maratoneta italiano.

## Biografia
Iniziò a praticare la corsa nel 1950, partecipando ad alcune manifestazioni su strada organizzate nel Brindisino. Nel 1954 venne fondato il Gruppo Sportivo Fiamme Oro e Perrone, dopo aver espletato il servizio militare, fu ingaggiato in quanto membro delle forze di Polizia.
Nel 1955 conquistò il suo primo titolo nazionale nei 5000 metri piani, cui seguirono altre cinque medaglie d'oro nazionali: una nei 5000 metri piani, una nei 10000 metri piani, due nella maratona e una nella corsa campestre.
Il 17 ottobre 1957 fece registrare il record italiano dei 5000 metri piani a Bari con il tempo di 14'31"0, tempo ottenuto contemporaneamente nel corso della stessa gara anche da Franco Volpi.
Nel 1960 prese parte ai Giochi olimpici di Roma dove si classificò trentasettesimo nella maratona.
È scomparso nel 2020 all'età di 89 anni a seguito della pandemia di COVID-19.

## Palmarès
| Anno | Manifestazione  | Sede | Evento   | Risultato | Prestazione | Note |
| ---- | --------------- | ---- | -------- | --------- | ----------- | ---- |
| 1960 | Giochi olimpici | Roma | Maratona | 37º       | 2h31'32"0   |      |

## Campionati nazionali
- 2 volte campione italiano assoluto dei 5 000 metri piani (1955, 1956)
- 1 volta campione italiano assoluto dei 10 000 metri piani (1957)
- 2 volte campione italiano assoluto della maratona (1958, 1961)

1 volta campione italiano assoluto di corsa campestre (1961)
1955
- Argento ai campionati italiani assoluti di atletica leggera, 10 000 metri piani - 31'29"4
- Oro ai campionati italiani assoluti di atletica leggera, 5 000 metri piani - 14'54"0

1956
- Oro ai campionati italiani assoluti di atletica leggera, 5 000 metri piani - 14'36"4

1957
- Oro ai campionati italiani assoluti di atletica leggera, 10 000 metri piani - 31'05"2

1958
- Oro ai campionati italiani assoluti di maratona - 2h32'31"0

1961
- Oro ai campionati italiani assoluti di maratona - 2h27'22"8
- Oro ai campionati italiani assoluti di corsa campestre, 9 km - 20'52"2/5

## Altre competizioni internazionali
1959
- Oro alla 27ª Cinque Mulini ( San Vittore Olona)